# ウィーン外交学院

ウィーン外交学院のロゴ

ウィーン外交学院（独: Diplomatische Akademie Wien、仏: Académie diplomatique de Vienne / École des Hautes Études Internationales de Vienne、英: Diplomatic Academy of Vienna）は、国際関係論、政治学、法学などに特化したオーストリア・ウィーンの専門職大学院。ハプスブルク帝国の外交官の育成を目的として1754年にマリア・テレジアによって設立された帝国王立東洋言語学院（Kaiserlich-königliche Akademie für Orientalische Sprachen）を起源とする。

## 教育

### 設置課程

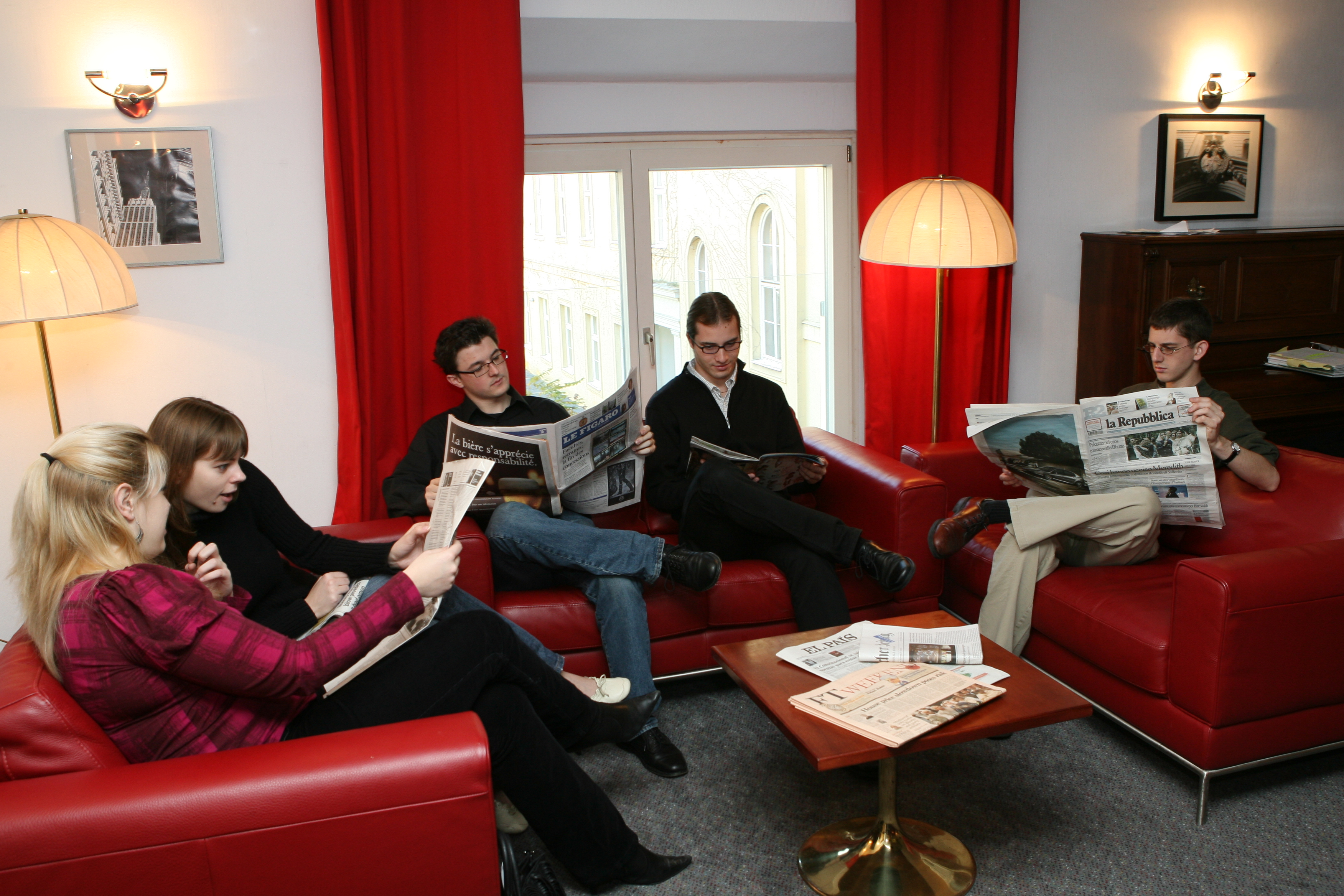
バー

ウィーン外交学院では大学院学位のみを取得可能である。以下、設置課程の一覧。
- 二年制修士課程
  - 国際問題研究修士号（Master of Advanced International Studies、MAIS） - ウィーン大学と共同設置。
  - 環境技術・国際問題理学修士号（Master of Science in Environmental Technology and International Affairs、MSc ETIA） - ウィーン工科大学と共同設置。
- ディプロマ課程（Diploma Programme） - 大学院生のみの一年制課程[1]。

ほか、サマースクールやセミナーなども実施している。

### 学生生活

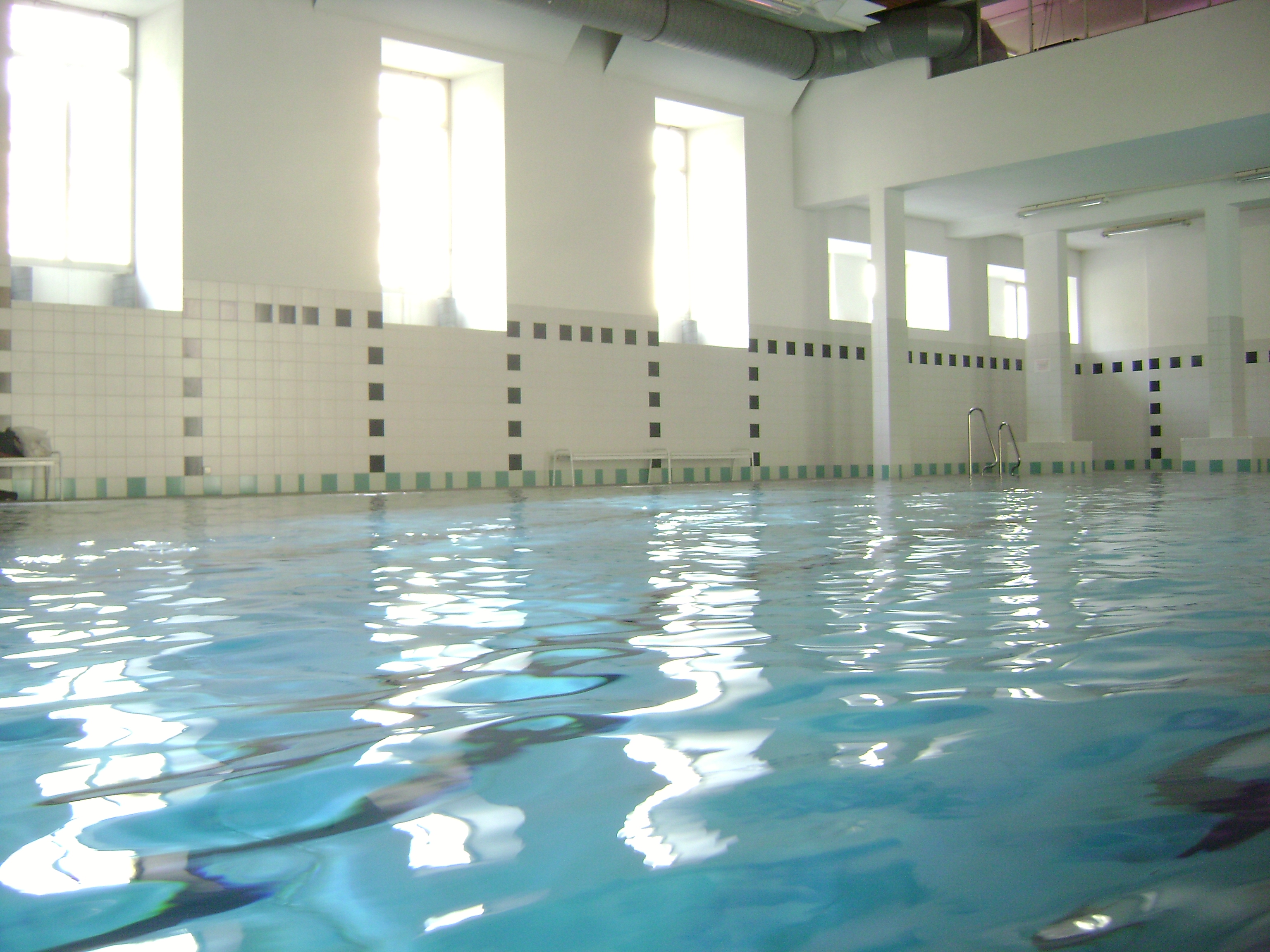
水泳場

ウィーン外交学院は、ウィーンの中心部に建つホーフブルク宮殿の一部を校舎として使用している。宮殿内には学院のセミナー室や講義室のほか、40の学生室、バー、ジム、庭園、パソコン室、外務省の図書館などが置かれる。近隣のテレジアナム水泳場も学生に開放されている。

## 写真

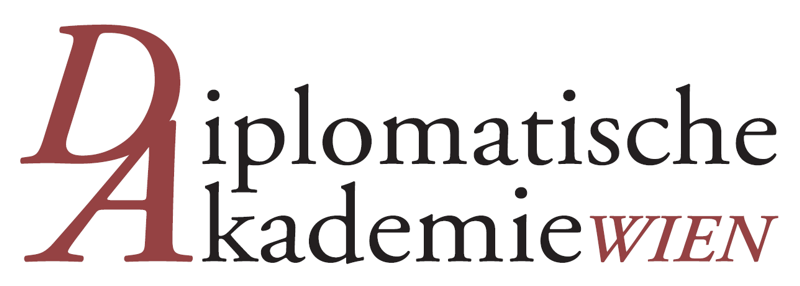
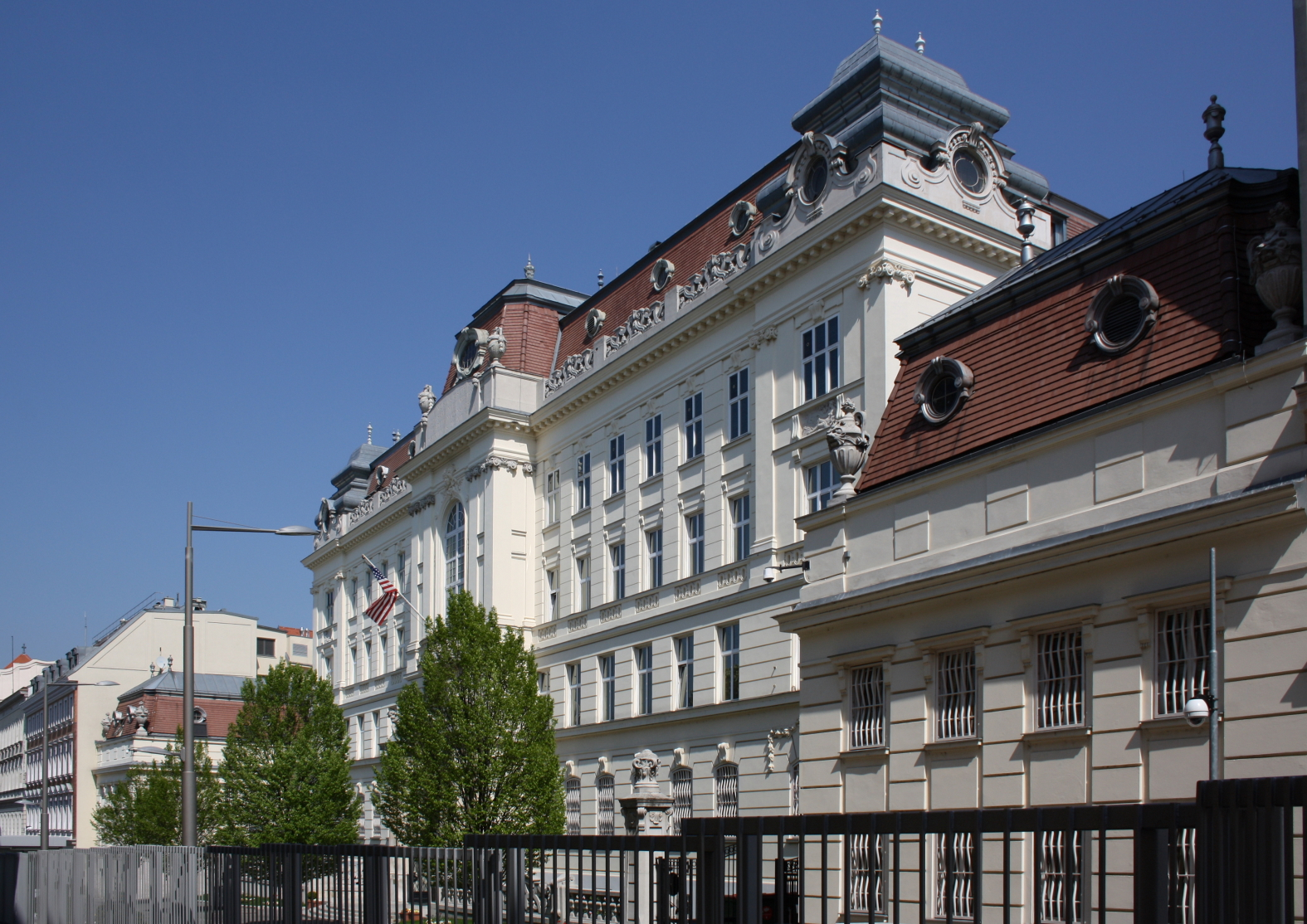
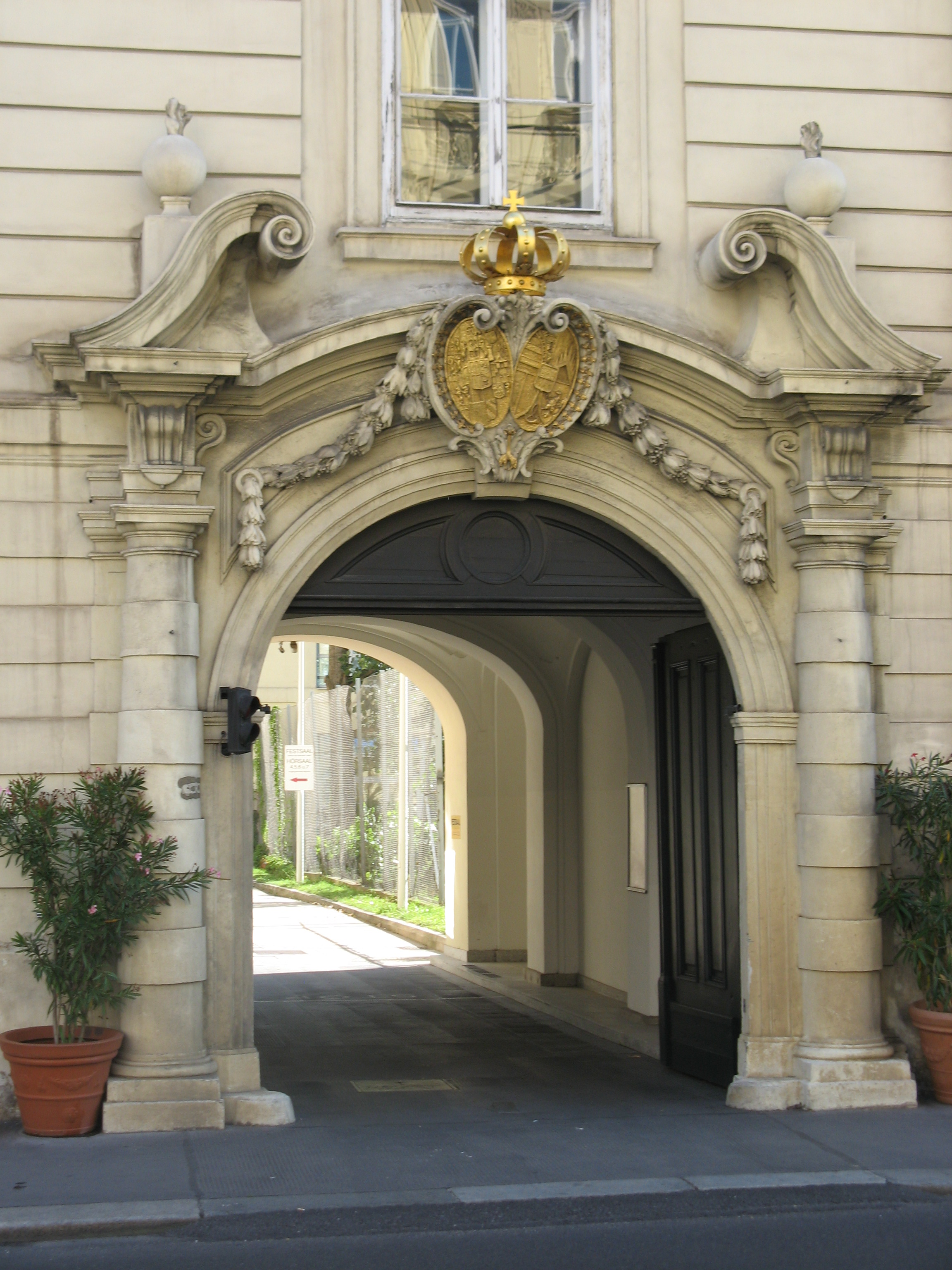
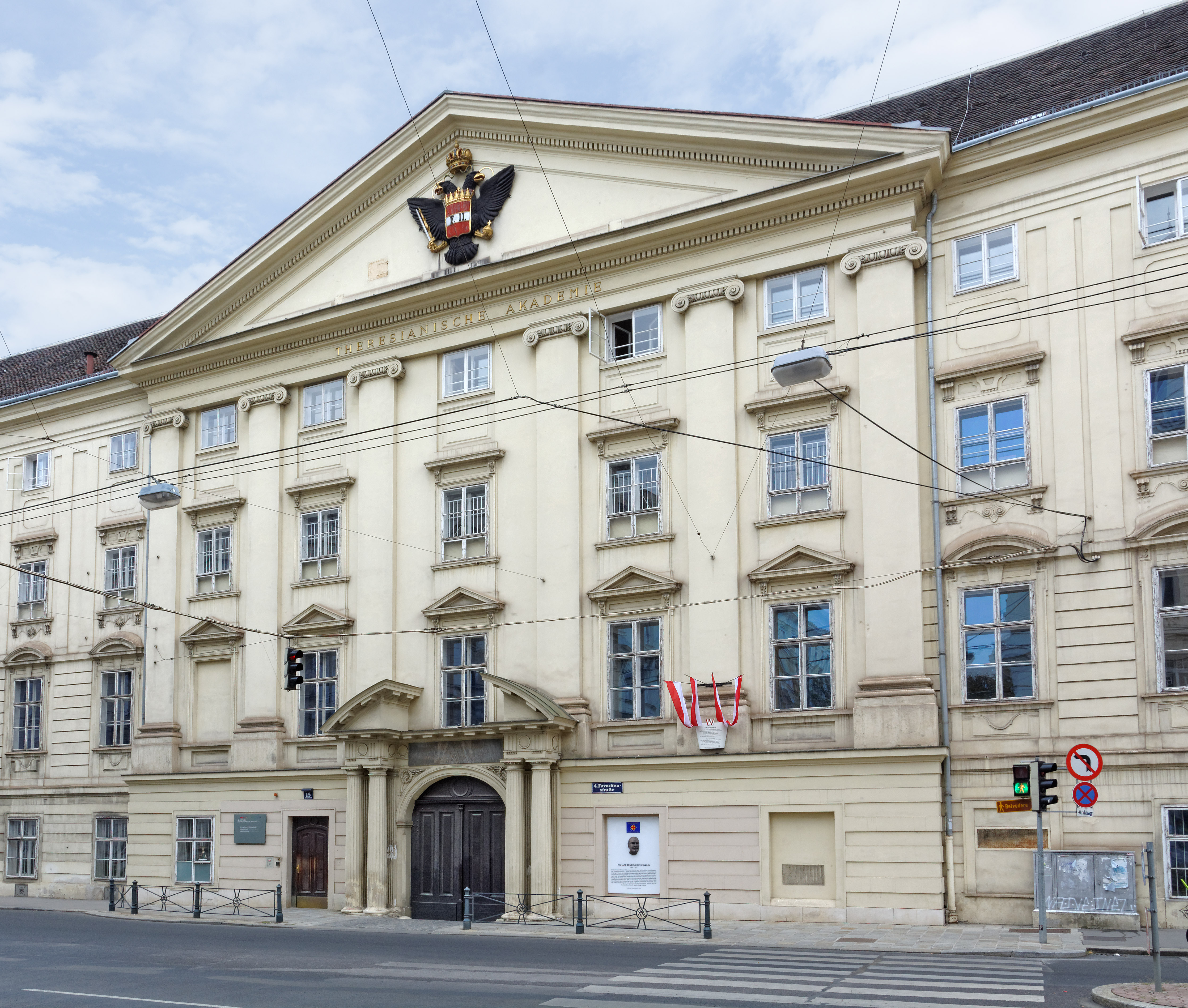
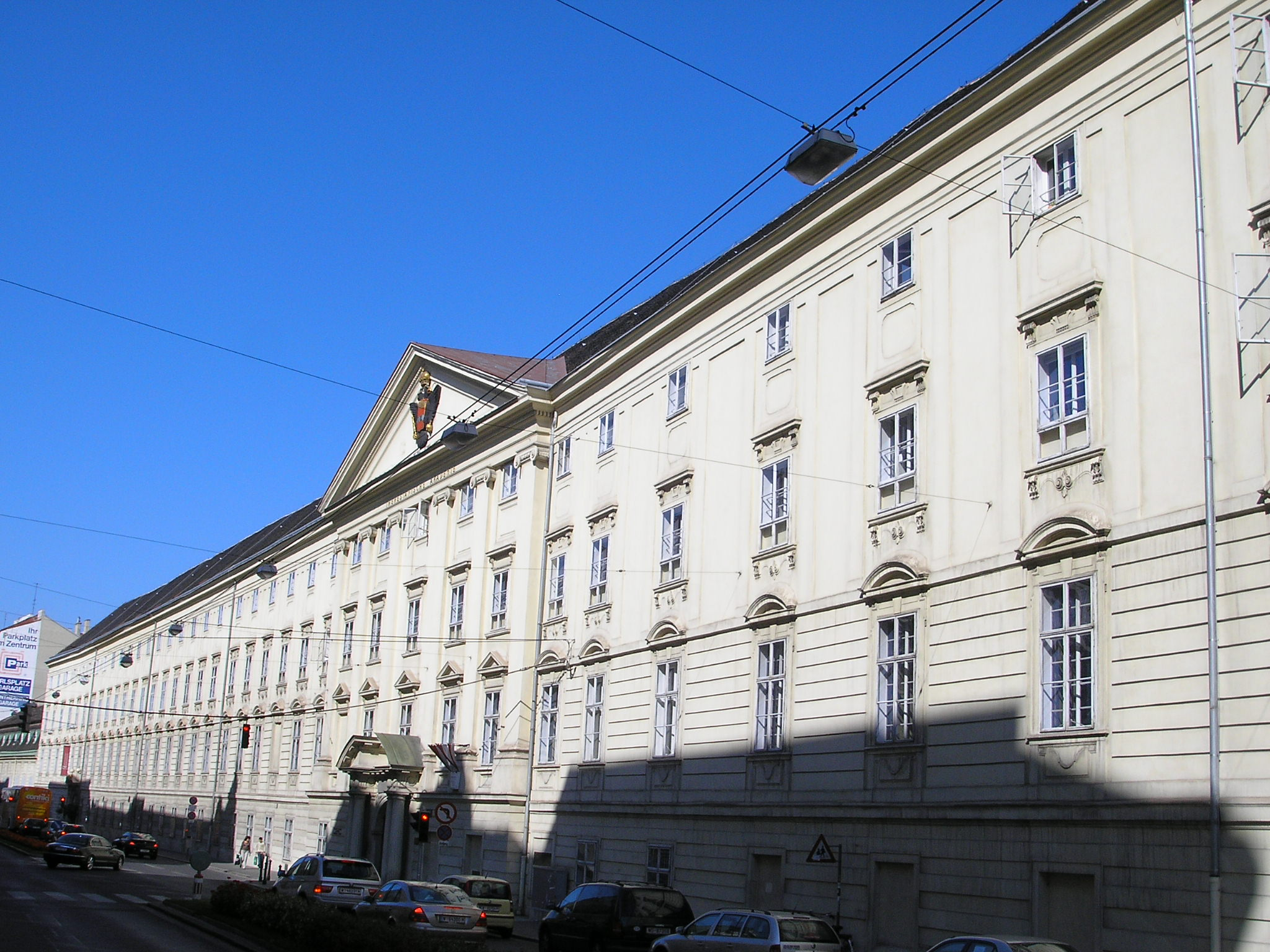
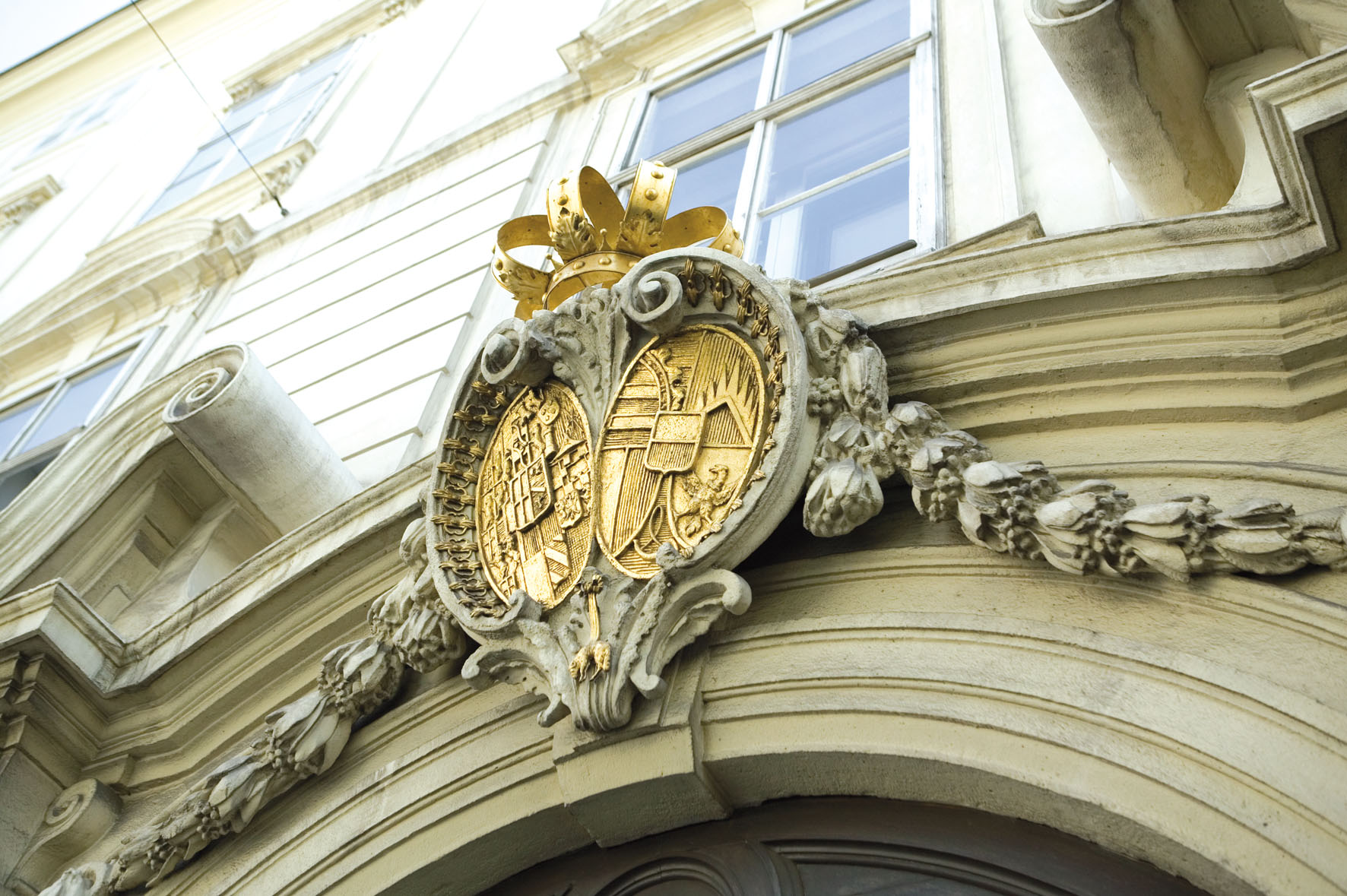
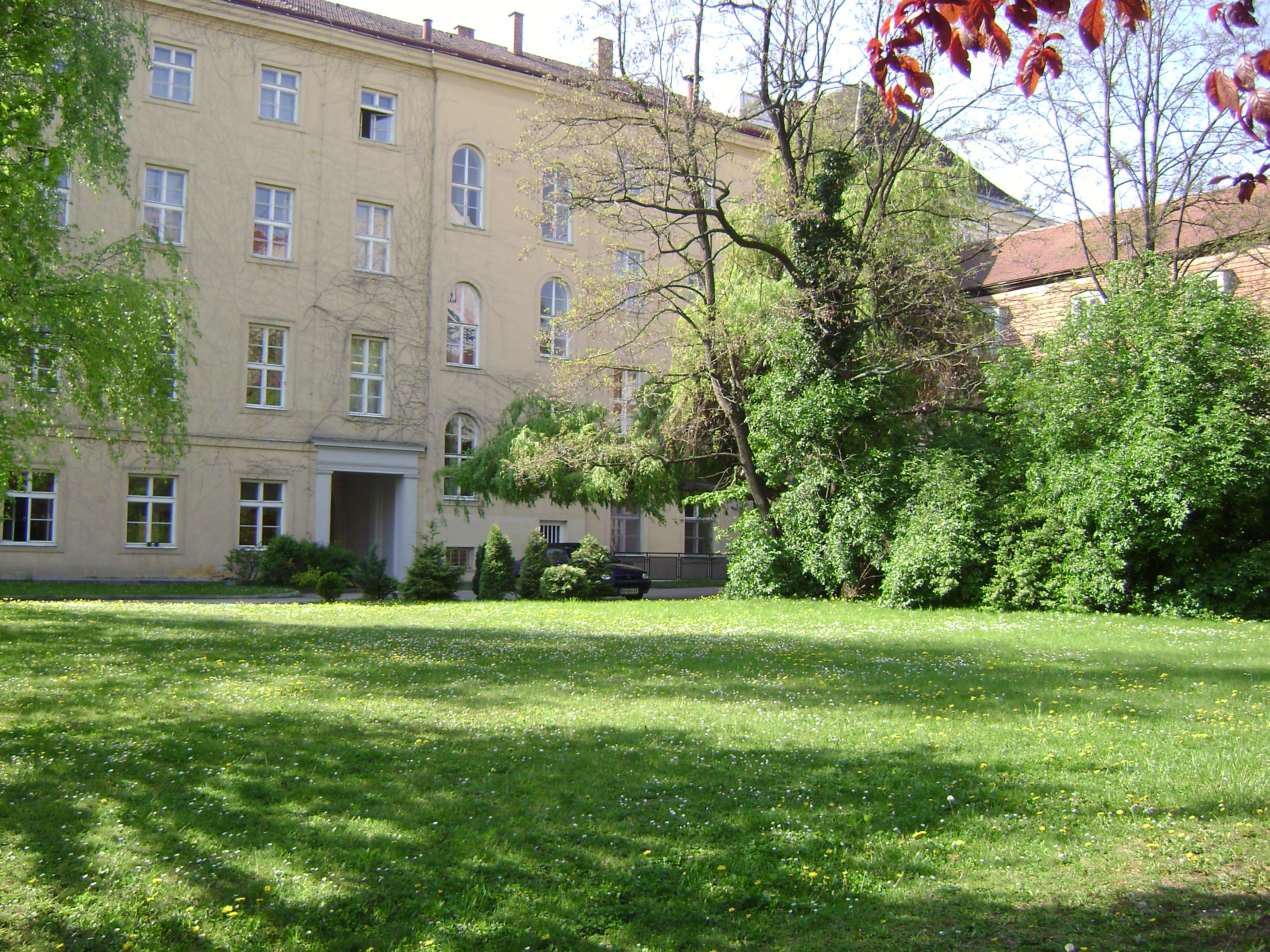
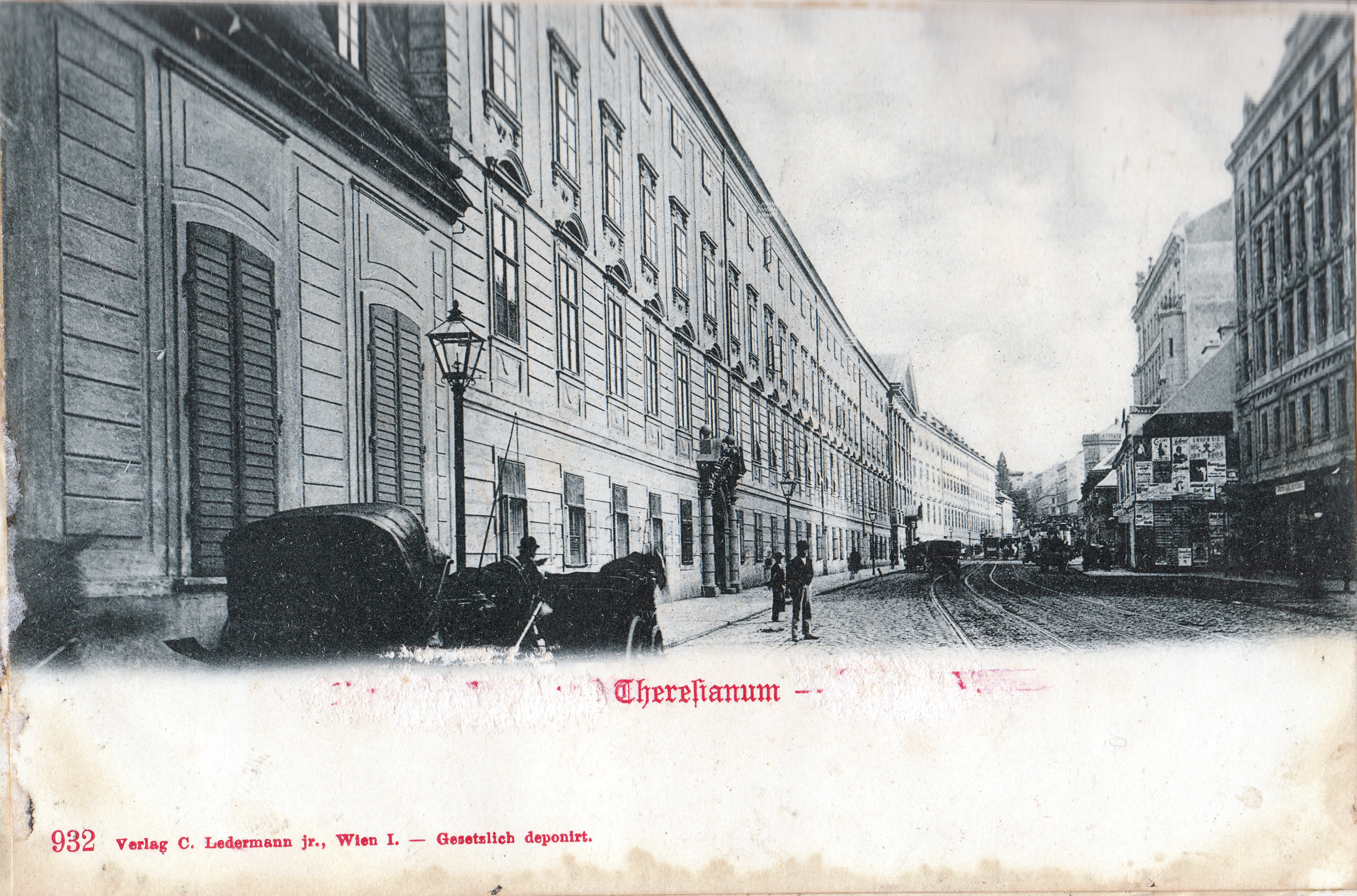

## 歴代院長
| 在任期間  | 院長                                              |
| 1754-1769 | Pater Joseph Franz                                |
| 1770-1785 | Pater Johann von Gott Nekrep                      |
| 1785-1832 | Pater Franz Höck                                  |
| 1832-1849 | Joseph Othmar von Rauscher                        |
| 1849-1852 | Max Selinger                                      |
| 1852-1861 | Philippe von Körber                               |
| 1861-1871 | Ottokar Maria Freiherr von Schlechta von Wschehrd |
| 1871-1883 | ハインリヒ・アルフレート・バーブ                  |
| 1883      | Konstantin Freiherr von Trauttenberg              |
| 1883-1885 | Paul Freiherr Gautsch von Frankenthurn            |
| 1886-1904 | Michael Freiherr Pidoll von Quintenbach           |
| 1904-1933 | Anton Winter                                      |
| 1933-1941 | Friedrich Hlavac                                  |
| 1964-1967 | Ernst Florian Winter                              |
| 1967      | Robert Friedinger-Pranter                         |
| 1967-1968 | Johannes Coreth                                   |
| 1968-1975 | Arthur Breycha-Vauthier                           |
| 1975-1976 | Emanuel Treu                                      |
| 1976-1977 | Arthur Breycha-Vauthier                           |
| 1977-1978 | Johannes Coreth                                   |
| 1978-1986 | Heinrich Pfusterschmid-Hardtenstein               |
| 1986-1993 | Alfred Missong                                    |
| 1994-1999 | Paul Leifer                                       |
| 1999-2005 | Ernst Sucharipa                                   |
| 2005-2009 | イジ・グルーサ                                    |
| 2009-2017 | ハンス・ヴィンクラー (外交官)                     |
| 2017-     | エミール・ブリックス                              |

## 著名な出身者
- クルト・ヴァルトハイム - 第4代国連事務総長、オーストリア共和国第6代大統領、ナチス突撃隊将校
- コリンダ・グラバル＝キタロヴィッチ - クロアチア共和国第4代大統領
- イゴル・ルクシッチ - モンテネグロ共和国首相